# Margaret Odendaal
Margaret Odendaal (ur. 1979) – zimbabwejska lekkoatletka, tyczkarka.

## Rekordy życiowe
- skok o tyczce – 2,60 (2000) rekord Zimbabwe[1]
- bieg na 100 m przez płotki – 15,42 (1998)